# بين يورك جونز
بين يورك جونز (بالإنجليزية: Ben York Jones)‏ هو كاتب سيناريو ومخرج أمريكي، ولد في 11 فبراير 1984 في إنغلوود في الولايات المتحدة.

## وصلات خارجية
- بين يورك جونز على موقع IMDb (الإنجليزية)
- بين يورك جونز على موقع ألو سيني (الفرنسية)
- بين يورك جونز على موقع أول موفي (الإنجليزية)
- بين يورك جونز على موقع قاعدة بيانات الفيلم (الإنجليزية)
- بين يورك جونز على موقع كينوبويسك (الروسية)
- بين يورك جونز على موقع كينوبويسك (الروسية)